# Ахмедьяров, Каршыга
Каршымбай Ахмедияров (каз. Қаршымбай Ахмедияров; 25 марта 1946, с. Тандай, Баксайского района Гурьевской области (ныне Махамбетский район Атырауской области, Казахстан), выходец из рода толенгит — 7 июня 2010, Алма-Ата) — выдающийся казахский композитор, дирижер, концертмейстер, музыкант, солист, кюйши, виртуозный домбрист, педагог, профессор Казахской национальной консерватории им. Курмангазы (1993). Народный артист Казахской ССР (1991). Лауреат Государственной премии Казахской ССР (1982). Почëтный работник образования Республики Казахстан.

## Биография
Происходит из рода шекты племени алимулы. Ещё в детстве получил созвучное его настоящему имени прозвище Қаршыға (ястреб-тетеревятник), которое стало сценическим именем в начале карьеры.
С 1965 по 1972 год обучался в Государственной консерватории им. Курмангазы. Одновременно выступал в оркестре народных инструментов им. Курмангазы. С 1974 года преподавал в Алматинской консерватории.
В 1986 году стажировался в Московской консерватории по курсу дирижирования.
С 1988 работал в оркестре народных инструментов им. Курмангазы — дирижером, солистом, концертмейстером группы домбристов.
С 1993 года — профессор КНК им. Курмангазы, с 1996 года — заведующий кафедрой «Домбра».
Умер в 2010 году. Похоронен на Кенсайском кладбище.

## Творчество
К. Ахмедияров — музыкант-универсал: дирижер, исследователь, композитор, кюйши, выдающийся исполнитель, своим искусством показавший миру богатство казахской культуры. В репертуаре Ахмедиярова — произведения народных и современных композиторов, русской и зарубежной классики. Он автор обработок и интерпретаций многих сочинений казахских народных композиторов. Им создан ряд произведений инструментальной музыки — домбровые кюи «Нарын», «Радость», «Белая береза», «Желдірме», «Грусть» и другие.
Побывал с гастролями не только в республиках СССР, но и в Болгарии, Венгрии, Польше, Чехословакии, Югославии, на Кубе, в Финляндии, во Франции, в Италии, Индии, Анголе, Йемене, Португалии, Японии, США, на Филиппинах.
К. Ахмедияров — педагог, внесший значительный вклад в воспитание молодого поколения казахских музыкантов, в формирование национального сознания.
Он автор нескольких книг и методических пособий для вузов.

## Награды
- Орден Парасат;
- Медаль «10 лет независимости Республики Казахстан» (2001);
- Народный артист Казахской ССР (7 июня 1991 года);
- Заслуженный артист Казахской ССР (1981);
- Государственная премия Казахской ССР (1982);
- Почëтный работник образования Республики Казахстан.

## Память
В городе Атырау в жилом массиве «Балыкши» названа улица (является продолжением проспекта Азаттык) в честь Каршымбая Ахмедиярова.